# 認知偏誤列表
認知偏誤，是判斷中的系統性偏離或是直覺、非理性的思維模式，使人們在得到確切結果前，以快速、直覺、自動或緩慢、深思熟慮、分析性的兩種不同思維系統做出主觀的判斷和決策，尤其在訊息量龐大、無明顯最佳解決方案、時間緊迫等情況下。這些判斷過程影響範圍不拘限於個人，也囊括各社會層面以及組織，例如公司治理、政策制定等複雜決策當中，並可能導致決策偏離理性和最佳選擇。該主題經常在心理學、社會學和行為經濟學中被進行研究。
儘管大多該些偏見的現實已被可重複（英語：reproducible）的研究證實，關於如何對這些偏見進行分類或如何解釋它們經常存在爭議。 一些認知偏差的幾個理論原因是已知的，這些偏差通過其共同的生成機制（例如嘈雜的信息處理（英語：noisy information-processing））提供了對偏差的分類。 Gerd Gigerenzer 曾批評將認知偏見視為判斷錯誤，並傾向於將其解釋為與邏輯思維的理性偏差。
解釋包括信息處理規則（英語：information-processing rules，或稱心理捷徑（英語：mental shortcuts）），稱為啟發式，大腦用來產生決定或判斷。偏見有多種形式，表現為認知（“冷”）偏見，例如心理噪音（英語：mental noise），或動機（“熱”）偏見，例如當信念被一廂情願扭曲時。兩種效果可以同時存在。
關於這些偏見中的一些是否被視為無用或非理性（英語：irrational），或者它們是否會導致有用的態度或行為，也存在爭議。例如，在結識他人時，人們傾向於提出引導性問題，這些問題似乎偏向於確認他們對這個人的假設。然而，這種確認偏差也被認為是社交技巧（英語：social skill）的一個例子。一種與他人建立聯繫的方式。
儘管這項研究絕大多數涉及人類受試者，但在非人類動物中也發現了一些表明存在偏見的發現。例如，猴子已經表現出厭惡損失，而在老鼠、鴿子和猴子中已經觀察到雙曲折現等現象。

## 決策、信念與行為偏誤
這些偏誤多半會影響信念的形成、商業與經濟決策、以及其他一般的人類行為它們是可複製與再現的，面臨特定情境時，一般可預期人們會有相應的偏差傾向。
| 名稱                                                                       | 原文                                                                             | 描述 |
| -------------------------------------------------------------------------- | -------------------------------------------------------------------------------- | --- |
| 不明確性效應或厭惡不明確                                                   | Ambiguity effect                                                                 | 決策時傾向避開資訊不足的選項。 |
| 锚定效应                                                                   | Anchoring effect; Focalism                                                       | 為不熟悉事物估值時，會把熟悉的類似事物或不久前接觸到的無關數值當做「錨」（經驗）。人們在做出判斷時(尤其是數值判斷)，會傾向朝著接收到的第一個訊息(錨)來做調整。                                                                                   |
| 人類中心思維                                                               | Anthropocentric thinking                                                         | 在孩童身上觀察到的一種傾向，以人類當作類比來推測其他不熟悉的生物現象（擬人化）。或是反過來認為人所具有的特徵是其他動物都沒有的。譬如絕大多數關於認知偏誤的研究都是以人類為主體。除了人類以外，還能夠從老鼠、鴿子、猴子身上也能觀察到雙曲折現現象 |
| 注意力偏誤                                                                 | Attentional bias                                                                 | 平時常想的事（注意力集中的事情），會影響我們的感知。 |
| 自動化的偏見                                                               | Automation bias                                                                  | 傾向於過度依賴自動化系統，這可能導致錯誤的自動化信息覆蓋正確的決策。 |
| 可得性捷思法                                                               | Availability heuristic                                                           | 人們傾向透過事件的相關實例浮現在腦海中的容易程度來評估事件的可能性。然而一件事是否容易被回憶還受發生多久、激起情緒的程度等因素影響，無法反映實際的發生概率。                                                                                     |
| 可獲性層疊                                                                 | Availability cascade                                                             | 一件事越常被公開談論，就越加相信其真確性（類似「三人成虎」）。 |
| 逆火效應                                                                   | Backfire effect                                                                  | 遇上與自身信念牴觸的觀點或證據時，除非它們足以完全摧毀原信念，否則會忽略或反駁它們，原信念反而更加強化。 |
| 从众效应                                                                   | Bandwagon effect                                                                 | 傾向做很多人做的事或相信很多人相信的事（社會心理學中人受社會所影響）。 |
| 信念偏誤                                                                   | Belief bias                                                                      | 由於相信結論，而認為推理出該結論的過程是有道理、合邏輯的。 |
| 偏见盲点                                                                   | Bias blind spot                                                                  | 認為自己比其他人更能辨識認知偏誤，也較不易受影響。 |
| 啦啦隊效應                                                                 | Cheerleader effect                                                               | 處在優秀的團體會比單獨看起來更優秀。 |
| 支持選擇偏誤                                                               | Choice-supportive bias                                                           | 對自己先前選擇的評價會比實際上更好。 |
| 集群錯覺                                                                   | Clustering illusion                                                              | 過度期待從小樣本或小型測試中發現的規律，然而這些小樣本或小型測試是從大樣本隨機抽取，大樣本往往並無這種規律（統計學取樣偏差）。 |
| 舒適區效應                                                                 | Comfort zone effect                                                              | 對於過去常用的方案（舒適圈），高估效益或成功機會；對於過去少用的方案，低估效益或成功機會。 |
| 确认偏误                                                                   | Confirmation bias                                                                | 人們會偏好符合自身回憶或是支持先前個人信念的訊息，忽略不符合自身信念的訊息。 |
| 相合性偏誤                                                                 | Congruence bias                                                                  | 直接檢驗假設，卻沒想到要檢驗其他可能的假設。 |
| 保守傾向或退縮偏誤                                                         | Conservatism; Regressive bias                                                    | 傾向保守中庸，低估高價值高或然率的事而高估低價值低或然率的事。 |
| 保守傾向 (貝葉斯)                                                          | Conservatism (Bayesian)                                                          | 新證據出現時，對既有信念的修正幅度不足。 |
| 对比效应                                                                   | Contrast effect                                                                  | 感受特質的程度主要是受與其他相關事物的對比程度影響，而非受其實際程度影響。 |
| 知识的诅咒                                                                 | Curse of knowledge                                                               | 懂得多的人非常難以從懂得少的人的角度思考問題。 |
| 诱饵效应                                                                   | Decoy effect                                                                     | 評估對A與B事物的偏好時，如有個C與B相近卻略遜一籌，就會覺得B事物更好。（即以C為誘餌） |
| 默認效应                                                                   | Default effect                                                                   | 當在幾個選項中進行選擇時，傾向於選擇默認選項。 |
| 既視感                                                                     | Déjà vu                                                                          | 對某些事物有強烈的熟悉感，似乎曾經接觸過，且能預先想到接下來會發生什麼事。 |
| 面額效應                                                                   | Denomination effect                                                              | 即使金錢總額相同，帶小面額（如多量硬幣）比帶著大面額（如少量紙鈔）更容易消費掉。 |
| 差異偏差                                                                   | Distinction bias                                                                 | 相較於分開比較，兩件事物放在一起比較，差異會顯得更大。 |
| 處分效果                                                                   | Disposition effect                                                               | 投資者傾向保留貶值的資產，並出售價值上升的資產。 |
| 过程时间忽视                                                               | Duration neglect                                                                 | 評價不愉快及痛苦的經驗時，其持續時間影響不大。（參見峰終法則） |
| 移情隔閡                                                                   | Empathy gap                                                                      | 情感冷淡時，低估他人情感的強烈程度；情感強烈時，高估他人情感的強烈程度。 |
| 原賦效應或禀赋效应                                                         | Endowment effect                                                                 | 擁有或即將擁有某物品或資產時，對其價值的評估會比沒有時高出許多，因而不願失去或放棄它。 |
| 本質主義                                                                   | Essentialism                                                                     | 認為人與事物有一些不可或缺的本質，並據此為它們分類，其他的分類方式是錯誤的。 |
| 极端预期                                                                   | Exaggerated expectation                                                          | 實際上的情況通常不如我們所預期的極端。 |
| 功能固着                                                                   | Functional fixedness                                                             | 受物品的一般用途侷限，無法想到用特別的方式利用物品。（無法跳脫框架） |
| 聚焦效应                                                                   | Focusing effect                                                                  | 過份關注事情的某些明顯面向、忽略不明顯面向，導致不恰當的預期。 |
| 佛瑞效應或巴纳姆效应                                                       | Forer effect; Barnum effect                                                      | 人们会把他们认为是为自己量身定做的人格描述评价为高度准确，而这些描述往往十分模糊及普遍，能放诸四海皆准适用于很多人。 |
| 框架效应                                                                   | Framing effect                                                                   | 同一資訊以不同方式呈现方式会帶來不同想法，例如「有十分之九的存活率」和「有十分之一的死亡率」。 |
| 频率错觉                                                                   | Frequency illusion                                                               | 因最近注意到一件原先沒注意到的事，就覺得這件事到處都在發生。（參見近因錯覺及選擇偏誤） |
| 难易效应                                                                   | Hard-easy effect                                                                 | 高估自認困難之事的難度，低估自認簡單之事的難度。 |
| 后见之明偏误                                                               | Hindsight bias                                                                   | 又稱「我早就知道了」、「馬後炮」、「事後諸葛」。一旦事件發生或發展過後，人們會認為這些事件更容易預測，認定自己事前就能預測其發生與發展。 |
| 敌对媒体效应                                                               | Hostile media effect                                                             | 對於立場與自己不同的媒體，總認為它們有偏見、不客觀。 |
| 當下偏誤、現時偏誤 (英語：Present bias （页面存档备份，存于）)、或雙曲折現 | Current moment bias; Present-bias （页面存档备份，存于）; Hyperbolic discounting | 看重當下利益、低估長遠利益。（短視近利）得到利益前的延遲時間越長，對利益的價值評估便打越多折扣，兩者關係近似於雙曲線。 |
| 可辨識受害者效應                                                           | Identifiable victim effect                                                       | 對於少數而容易辨識的受害者或潛在受害者反應過大，而對多數而不易辨識的受害者或潛在受害者反應過小。 |
| 宜家效应                                                                   | IKEA effect                                                                      | 對於需要自行組裝的東西給予不成比例的高評價，而不管其實際品質。此稱呼出自於經常販售組裝家具的宜家。 |
| 控制的錯覺                                                                 | Illusion of control                                                              | 高估自己對外在事件的影響力，認為事情是受自己控制或影響，但實際上可能與自己毫無關係。 |
| 效度的錯覺                                                                 | Illusion of validity                                                             | 高估面談或直接觀察的效度且能用於提供預測，即使證據指出它們影響甚微。 |
| 錯覺相關                                                                   | Illusory correlation                                                             | 認為兩件事應該有關係時，便會在檢視經驗與數據時覺得它們經常一起發生，即使它們一起發生純粹是隨機現象。 |
| 影響力偏誤                                                                 | Impact bias                                                                      | 高估感覺的強度或持續時間。 |
| 資訊偏誤                                                                   | Information bias                                                                 | 傾向尋求更多資訊以做出決策，即使尋求的資訊對決策沒有幫助。 |
| 沉沒成本謬誤或不理性增值                                                   | Sunk cost fallacy; Irrational escalation                                         | 由於先前已在某事上投資很多，即使新證據顯示那是不好的選擇，仍傾向於加重投資。 |
| 妄下結論                                                                   | Jumping to conclusions                                                           | 根據少許的資訊即做出判斷與決策。如誅心、預言、貼標籤等等。 |
| 公正世界理论                                                               | Just-world hypothesis                                                            | 相信世界是公平的（上帝是公平的），發生在身上的都是應得的，把難以解釋的不公平歸責於受害者的報應或是源自於受害者內在本質的結果。（基本歸因謬誤）                                                                                                   |
| 少即是好的效應                                                             | Less-is-better effect                                                            | 分開評估時傾向選擇較小組的東西，一起評估時傾向選擇較大組的東西。 |
| 損失趨避                                                                   | Loss aversion                                                                    | 認為放棄一件事物的效益損失大於得到一件事物的效益所得。（參見沉沒成本與原賦效應） |
| 多看效應或單純接觸效應                                                     | Mere exposure effect                                                             | 對熟悉的人與事產生過多的好感。 |
| 貨幣錯覺                                                                   | Money illusion                                                                   | 專注於貨幣名目上（表面上）的價值，而非其實質購買力。 |
| 道德許可證效應                                                             | Moral credential effect                                                          | 由於得到了某些高道德的評價或認證，而認為自己做得夠好，反而在其他面向做了相反的事。例如投身環保活動並受到表揚的人，往往忽略了許多自己的不環保行為。                                                                                               |
| 正面效應與負面效應                                                         | Positivity effect; Negativity effect                                             | 評價喜歡的人的行為時，把他們做好事歸因於內在本質，而把他們做壞事歸因於環境因素。評價不喜歡的人的行為時，把他們做好事歸因於環境因素，而把他們做壞事歸因於內在本質。（基本歸因謬誤）                                                               |
| 負面偏誤                                                                   | Negativity bias                                                                  | 容易回想消极的回憶而不易回想积极的。 |
| 忽略可能性                                                                 | Neglect of probability                                                           | 對於不確定的事，無法準確評估其發生機率，不是完全無視，便是過份高估。 |
| 正常化偏誤                                                                 | Normalcy bias                                                                    | 根據過去的經驗瞭解情況，低估大災難的可能性及其影響力，因而平時沒有預做準備，或在災難發生時輕忽嚴重性、缺乏應變。 |
| 不作為偏誤                                                                 | Omission bias                                                                    | 認為主動作為導致傷害比被動不作為導致傷害更糟糕、更不道德，即使後者傷害與前者相當或比後者更多。 |
| 乐观偏误                                                                   | Optimism bias                                                                    | 低估负面事件发生在自己身上的可能性，相信自己比其他人更不容易遇到不好的事。（參見一廂情願） |
| 鸵鸟效应                                                                   | Ostrich effect                                                                   | 忽视明显的（负面）情況。 |
| 結果偏誤                                                                   | Outcome bias                                                                     | 人們在評價決策好壞時，是根據其最終結果來做判斷，而非根據下決策當時的決策品質。 |
| 過度自信效應                                                               | Overconfidence effect                                                            | 人們普遍傾向高估自身成功執行特定任務的能力，例如：過度相信自己回答、決策、判斷的正確性。 |
| 空想性錯視                                                                 | Pareidolia                                                                       | 從模糊、隨機的影像中看出有意義的東西，例如從雲朵中看出臉孔。有時也延伸指聽覺，如錄音帶倒播時聽出特別的訊息。 |
| 悲观偏误                                                                   | Pessimism bias                                                                   | 高估负面事件发生在自己身上的可能性，相信自己比其他人更容易遇到不好的事。患有抑郁症的人尤其明顯。（參見悲觀主義） |
| 規劃謬誤                                                                   | Planning fallacy                                                                 | 低估完成一件事需要的时间。 |
| 正面結果偏誤或情價效應                                                     | Positive outcome bias; Valence effect                                            | 認為好事比壞事更可能發生。 |
| 购后合理化                                                                 | Post-purchase rationalization                                                    | 購買後把之前的購買決定合理化，即使買下的產品太過昂貴或發現瑕疵。 |
| 支持創新偏誤                                                               | Pro-innovation bias                                                              | 對新技術過度樂觀、高估其實用性，忽視其限制及弱点。 |
| 假確定性效應                                                               | Pseudocertainty effect                                                           | 預期結果是正面就選擇避開風險，預期結果是負面就選擇尋求風險。 |
| 對抗心理或抗拒心理                                                         | Reactance                                                                        | 他人要求做或不做某事時，有做相反事的衝動，尤其這要求對自由、自主造成威脅時。（參見逆反心理 ）。 |
| 反動貶低                                                                   | Reactive devaluation                                                             | 貶低敵對者的要求或方案，或當敵對者在某事讓步時，覺得此時不再有吸引力。 |
| 新詞錯覺                                                                   | Recency illusion                                                                 | 感覺某些字詞或語句是新發明的，然而它實際上歷史悠久。例如英語用「they」表達單數不確定性別對象、「you and I」（而非you and me）。 |
| 自制偏誤                                                                   | Restraint bias                                                                   | 高估自己对诱惑的自制力。 |
| 韻律當理由效應                                                             | Rhyme as reason effect                                                           | 認為有韻律的語句比較有道理。（押韻） |
| 風險代償或佩兹曼效应                                                       | Risk compensation; Peltzman effect                                               | 感覺情況安全时，会傾向冒更大的风险。 |
| 選擇性注意或選擇性知覺                                                     | Selective attention; Selective perception                                        | 由於對人或事有特定期待，因而傾向於注意符合期待的事件，忽略或忘卻不符合期待的事件。 |
| 塞麥爾維斯反射                                                             | Semmelweis reflex                                                                | 條件反射般地否定、拒絕新證據或新知識，因其抵觸現有的常規、信仰或價值觀（認知閉合）。 |
| 社會比較偏誤                                                               | Social comparison bias                                                           | 抗拒雇用、提拔與自己有相似專長的人。 |
| 安於現狀偏誤                                                               | Status quo bias                                                                  | 傾向於維持現狀。（參見損失趨避、原賦效應、系統正當化） |
| 刻板印象                                                                   | Stereotyping                                                                     | 根據事物的所屬類別或群體判斷其特質，而忽略其獨特性。 |
| 斯德哥爾摩症候群                                                           | Stockholm syndrome                                                               | 被害者認同加害者的某些觀點和想法，並覺得自己不再受到威脅。 |
| 分開加總效應                                                               | Subadditivity effect                                                             | 評估可能性時，對整體直接評估低於對各部分分別評估再加總。 |
| 主观验证或主觀確認                                                         | Subjective validation                                                            | 相信某事是對的，就感覺它是對的。也會把巧合的事當做有關聯。 |
| 倖存者偏差                                                                 | Survivorship bias                                                                | 專注於從某個過程中存活下來的人或事尋找弱點意欲補強，卻忽略了最大的弱點更可能在未存活的人或事之中。 |
| 省時偏誤                                                                   | Time-saving bias                                                                 | 低速行進時，低估可節省的時間或高估會損失的時間；高速行進時，高估可節省的時間或低估會損失的時間。 |
| 单位偏误                                                                   | Unit bias                                                                        | 認為計量單位反映合理程度。例如認為一瓶、一碗、一盤食物是最合理的食用量。 |
| 熟悉路線效應                                                               | Well travelled road effect                                                       | 低估采用熟悉路线的时间，高估采用陌生路线的时间。 |
| 只看整體效應                                                               | Whole only effect                                                                | 選項為整套方案時，忽略個別部分有協商的可能。 |
| 零风险偏误                                                                 | Zero-risk bias                                                                   | 偏好把小風險降為零（例如 1% → 0%），勝過把大風險降低更多（例如 5% → 2%）。 |
| 零和捷思                                                                   | Zero-sum heuristic                                                               | 直覺判定一個情況是零和的，但實情未必如此。零和一詞源于博弈论，是指成功與失敗期望值的總和為零。 |
| 喚醒的錯誤歸因                                                             | misattribution of arousal                                                        | 當產生莫名的生理反應或認知矛盾時，人們可能會以不相干的理由來合理化之。又稱為吊橋效應。 |

## 社會偏誤
这些偏誤大多是由归因偏誤導致。
| 名稱                       | 原文                                                               | 描述 |
| -------------------------- | ------------------------------------------------------------------ | --- |
| 行為者-觀察者偏誤          | Actor-observer bias                                                | 當人們評價自己的行為時，也就是身為行動者時，會將自身的行動歸因於外部因素；而評價他人的行為時，也就是身為觀察者時，會將他人的行動歸因於內在的個人特徵（參見基本歸因錯誤）。 |
| 防衛性歸因                 | Defensive attribution hypothesis                                   | 把自己的成功归结于内在因素，如自己的能力、品质、努力等；把自己的失败归结于外在因素，如运气坏、环境恶劣、任务困难等。                                                       |
| 达克效应                   | Dunning–Kruger effect                                              | 能力過差的人由於無法分辨能力好與能力差的不同，因而認為大家都一樣。 |
| 自我中心偏誤               | Egocentric bias                                                    | 过于依赖自己的观点和对自己的评价过高而不合实际情况 |
| 外在激励偏差               | Extrinsic incentives bias                                          | 認為他人需要外在激勵才會做好，而自己可以靠內在激勵做好。基本歸因錯誤的反例。                                                                                               |
| 錯誤共識效應               | False consensus effect                                             | 高估别人对自己的认同程度，認為所有人以同一方式思考。 |
| 基本歸因錯誤               | Fundamental attribution error                                      | 解释他人行为时，归因于内在特质（一定是他有这样的人格，才做出这样的行为），而非外在情境（也许是情势所迫，或这个场所有特殊的潜规则）。                                       |
| 群体归因错误               | Group attribution error                                            | 把個體的特質當作其所屬群體的特質，或把個體的行為當做其所屬群體的偏好。（白馬非馬：局部不可以代表整體。）                                                                   |
| 團體迷思                   | Groupthink                                                         | 又稱集體錯覺。團體在決策過程中，由於成員傾向讓自己的觀點與團體一致，因而令整個團體缺乏不同的思考角度，不能進行客觀分析。                                                   |
| 月暈效應或暈輪效應         | Halo effect                                                        | 評價他人時，以整體觀感評斷特定的能力、素質。（参见刻板印象） |
| 認知不對稱的錯覺           | Illusion of asymmetric insight                                     | 认为自己比其他人懂得更多。 |
| 外部机构错觉               | Illusion of external agency                                        | 由於對外部機構有主觀喜好，而認為其資訊是有影響力的、有洞察力的、仁慈的。                                                                                                   |
| 透明度错觉                 | Illusion of transparency                                           | 認為自己很容易被他人看透，或認為自己很容易看透他人。 |
| 優於常人效應或優越感偏誤或 | Better-than-average effect; Superiority bias; Illusory superiority | 高估自己的優點、低估自己的缺點。是差於常人效應的反例。 |
| 群内偏见                   | Ingroup bias                                                       | 認為對方屬於自己團體，便給予較好的待遇。 |
| 道德运气                   | Moral luck                                                         | 評價他人行為的道德時，根據結果而非根據行為時的情境。 |
| 素樸犬儒主義               | Naïve cynicism                                                     | 認為其他人比自己更自我中心。 |
| 素樸實在論                 | Naïve realism                                                      | 相信自己所見所聞即是真相、是客觀且不帶偏見的，認為這是顯而易見的事實，理性人一定會同意自己，不同意的人一定是資訊不足、懶惰、不理性或有偏見。（參見哲學實在論）             |
| 外团体同质性偏见           | Outgroup homogeneity bias                                          | 認為自己群體的成員比較多樣化，而外部群體的成員是相當單一的。 |
| 投射偏誤                   | Projection bias                                                    | 不自觉地以为他人（或未来的自己）和（現在的）自己有相似的情感、思想與价值观。                                                                                               |
| 自利偏誤                   | Self-serving bias                                                  | 将成功归因于自己，而将失败归因于环境。（參見基本歸因錯誤） |
| 共有資訊偏誤               | Shared information bias                                            | 團隊討論傾向花較多時間與精力討論所有成員都知道的事（即共有資訊），而花較少時間討論較少成員知道的事。                                                                       |
| 系統正當化或制度正當化     | System justification                                               | 人們傾向於喜好與捍衛現有的社會、經濟、政治安排，貶低其他方案，即使這樣會犠牲個人或群體利益。（參見安於現狀偏誤）                                                           |
| 社會贊許偏誤               | Social desirability bias                                           | 社會贊許偏誤是指人們會考慮社會的觀感，因此表現出符合社會期望的行為，以藉此獲得他人的認同。                                                                                 |
| 性格歸屬偏誤               | Trait ascription bias                                              | 認為自己的個性、行為、情緒是多變的，而他人是一成不變且容易預測的。（參見外团体同质性偏见）                                                                                 |
| 终极归因错误               | Ultimate attribution error                                         | 把問題歸因於整個群體，而非群體中的個體。 |
| 差於常人效應。             | Worse-than-average effect                                          | 對於高難度的事，認為自己比一般人差。是優於常人效應的反例。 |

## 記憶錯誤與偏誤
在心理学和认知科学中，記憶偏誤是一種認知偏誤，導致記憶的強化、弱化（包括能否想起的機會、想起所需的時間，或兩者皆有），或者記憶內容的改變。記憶偏誤有很多種，如下：
| 名稱                         | 原文                                                   | 描述 |
| ---------------------------- | ------------------------------------------------------ | --- |
| 怪異效應                     | Bizarreness effect                                     | 怪異的事比尋常的事更容易記住。 |
| 支持選擇偏誤                 | Choice-supportive bias                                 | 回顧自己做過的選擇時，傾向認為是明智的（参见支持選擇偏誤）。                                                                                                 |
| 改變偏誤                     | Change bias                                            | 參與一件事的改變後，不易回憶過去的情況。 |
| 童年失憶症                   | Childhood amnesia                                      | 難以回憶四歲以前的事。 |
| 保守傾向或退縮偏誤           | Conservatism; Regressive bias                          | 記憶會傾向中庸不極端，把高價值高或然率的事記成比實際低，把低價值低或然率的事記成比實際高。                                                                   |
| 一致性偏誤                   | Consistency bias                                       | 記憶中他人過去的態度與行為會變得像目前的態度與行為。 |
| 情境效應                     | Context effect                                         | 某情境中的記憶在其他情境下較不易回想。 |
| 跨种族效应                   | Cross-race effect                                      | 難以分辨其他種族的人。 |
| 潛抑記憶                     | Cryptomnesia                                           | 接觸後記得某些影像或語句，卻不記得是看來聽來的，甚至會誤以為是自己原創，造成剽竊的爭議。                                                                     |
| 自我中心偏誤                 | Egocentric bias                                        | 回憶中的自己會美化，例如記憶中自己的考試成績比實際更好。 |
| 情感衰退偏誤                 | Fading affect bias                                     | 負面、不愉快的記憶比正面、愉快的記憶更快淡忘。 |
| 虛假記憶或虛談症             | False memory; Confabulation                            | 產生虛構的事填補記憶空白，即使沒有欺騙意圖。例如偽造某人的幼年照片給他看，他往往能說出以前做那些事的過程與回憶，但實際上他根本沒做過。常見於記憶障礙的患者。 |
| 自我生產效應                 | Self-generation effect                                 | 自己生產的資訊記得比較清楚，他人生產的則容易淡忘。 |
| 谷歌效应                     | Google effect                                          | 容易從網路上搜尋到的資訊比較容易遺忘。本詞源自於著名的網路搜尋引擎谷歌。                                                                                     |
| 幽默效应                     | Humor effect                                           | 幽默的事比不幽默的事更容易记住，可能的解釋是幽默的事有較長的認知處理時間，或造成較多的情緒激發（處理難度效應）。                                             |
| 真相錯覺效應                 | Illusion of truth effect                               | 人们倾向认为听过的是真的（即使没意识到听过），而不管該陳述實際上是否有效。换言之，人容易相信熟悉的話勝過陌生的。                                             |
| 錯覺相關                     | Illusory correlation                                   | 若認為兩件事相關，回憶時就會覺得兩者同時發生的頻率較高。 |
| 延遲效應                     | Lag effect                                             | 比起短延遲時間的多次重複接觸，長延遲時間的少次接觸有較好的記憶與學習效果。（亦見間隔效應）                                                                   |
| 鈍化與銳化                   | Leveling and Sharpening                                | 記憶細節在每次回憶中扭曲的現象，特別重要的事會銳化或得到選取而憶起，事件的細節及詳情則會鈍化或遺失。時間過得越久或回憶次數越多，這種偏誤就越加強。           |
| 處理深度效應                 | Levels-of-processing effect                            | 用不同方式「編碼」的資訊，容易記憶的程度也不相同。例如視覺、聽覺、觸覺、嗅覺。                                                                               |
| 列表清度效應                 | List-length effect                                     | 列表中有越多東西，能記住的比例就越少，但能記住的項目總數會增加。                                                                                             |
| 錯誤訊息效應                 | Misinformation effect                                  | 記憶會受到事後資訊干擾，而變得不準確。錯誤訊息效應是逆向干擾(retroactive interference)的主要例子。                                                           |
| 模態效應                     | Modality effect                                        | 對於來自口語的訊息，最後聽到的東西印象會較深刻；對於來自文字的訊息則不明顯。                                                                                 |
| 心境相合性記憶偏誤           | Mood-congruent memory bias                             | 與當下心境相合的資訊會比較容易回想。 |
| 轮流发言效应                 | Next-in-line effect                                    | 輪流發言時，後發言的人不易記住之前的人說過的話。 |
| 部分項目提示效應             | Part-list cueing effect; Part-set cueing effect        | 記憶的東西為一整組時，提示部分項目會使回想後續項目更困難。                                                                                                   |
| 峰終定律                     | Peak-end rule                                          | 人們對一件事的體驗通常是由最高峰的感覺與結尾的感覺決定，而不是由總體決定。                                                                                   |
| 創傷的持續性                 | Persistence of traumatic event                         | 經歷創傷事件後，往往會不斷反覆回憶。（參見創傷後壓力症候群）                                                                                                 |
| 图片优势效应                 | Picture superiority effect                             | 以圖片傳達概念較以文字傳達概念容易學習與回憶。 |
| 正面效應                     | Positivity effect                                      | 老年人回憶中的內容往往會往正面扭曲。 |
| 初位效應、近時效應、序位效應 | Primacy effect; Recency effect; Serial position effect | 序列末尾的東西最容易回憶，其次是序列開頭的，序列中間的訊息最不易記住。                                                                                       |
| 處理難度效應                 | Processing difficulty effect                           | 處理難度高的資訊，由於花較多時間閱讀與思考，因而較易記住。                                                                                                   |
| 懷舊凸隆                     | Reminiscence bump                                      | 回憶人生事件時，青春期和成年早期的事特別容易想到。 |
| 玫瑰色回憶                   | Rosy retrospection                                     | 美化过去的回忆，往往比实际情況更好。 |
| 自身相關效應                 | Self-relevance effect                                  | 與自身相關的訊息較易回想，與他人相關的較不易。 |
| 來源混淆                     | Source confusion                                       | 把偶發事件的記憶和其他資訊混淆，造成扭曲的記憶。 |
| 間隔效應                     | Spacing effect                                         | 比起無間隔的重複接觸，有間隔的重複接觸有較好的記憶與學習效果。（亦見延遲效應）                                                                               |
| 鎂光燈效應                   | Spotlight effect                                       | 高估自身言行舉止受他人關注的程度。 |
| 后缀效应                     | Suffix effect                                          | 在資訊尾端加上不須記憶的項目，會使前面須記憶的項目變得特別不易記住。這是近時效應的一種應用。                                                                 |
| 可暗示性                     | Suggestibility                                         | 回想事情時，如旁人暗示了某些想法，想到的內容會受扭曲。 |
| 伸縮效應                     | Telescoping effect                                     | 認為近期的事比實際久遠些，久遠的事比實際近期些。 |
| 考試效應                     | Testing effect                                         | 反复书写比反复阅读更容易记住資訊。 |
| 舌尖現象                     | Tip of the tongue phenomenon                           | 能想起一件事的一部分或相關的東西，卻難以想起全部。導致在向他人敘述時，說到一半突然卡住。                                                                     |
| 逐字效应                     | Verbatim effect                                        | 話語中的大意比完整字句（逐字）更容易記住。 |
| 雷斯多夫效应                 | Von Restorff effect                                    | 醒目的事或特別強調的事比其他的事更容易記住。 |
| 蔡格尼效應                   | Zeigarnik effect                                       | 比起己完成的事，未完成或中斷的事情會記得更清楚。 |

## 統計與機率偏誤
機率性推論是指根據有關機率的資訊推論事情的可能性，而機率的估算通常來自統計資料，因此兩者密不可分。以下列出不熟悉或誤用機率造成的錯誤認知或推理：
| 名稱                       | 原文                                 | 描述 |
| -------------------------- | ------------------------------------ | --- |
| 基本比率謬誤或基本比率忽視 | Base rate fallacy; Base rate neglect | 只關注針對性的資訊，忽略一般性的資訊（基本比率），導致不恰當的認知。例如因為酒駕較容易肇事，就認為肇事者多半是酒駕，然而由於酒駕者佔所有駕駛者的比率甚小，肇事者之中酒駕者的比例不會那麼高。 |
| 合取謬誤                   | Conjunction fallacy                  | 認為較特殊性的情況比較一般性的情況更可能發生。例如對某人的描述很像女性主義者會做的事時，認為某人是替婦女辯護的律師的可能性比某人是律師的可能性更高。                                         |
| 賭徒謬誤                   | Gambler's fallacy                    | 認為某事多次發生則未來發生的機率會較小，或多次未發生則未來發生的機率會較大。 |
| 逆賭徒謬誤                 | Inverse gambler's fallacy            | 認為機率很小的事發生了，一定是做了很多次。 |
| 熱手謬誤                   | Hot Hand Fallacy                     | 認為某事多次發生則未來發生的機率會較大。一般是在某人近來做某事很成功時，認為他未來做同一件事也會很成功，而忽略其成功可能只是隨機與巧合導致。                                                 |
| 迴歸謬誤                   | Regression fallacy                   | 非常態的甲事發生以後，用乙措施處理後甲事扭轉，便斷定乙措施可扭轉甲事。然而非常態的事發生後，本來就比較容易發生較接近常態的事。                                                               |
| 檢察官謬誤                 | Prosecutor's fallacy                 | 泛指多種根據不相關資訊認定被告「無辜的機率」很小的情況。 |
| 辯護人謬誤                 | Defendant's fallacy                  | 泛指多種根據不相關資訊認定被告「犯罪的機率」很小的情況。 |
| 多重比較謬誤               | Multiple Comparisons Fallacy         | 廣泛比較二個群體的各種特徵，從中找出有明顯差異的幾個，宣稱它就是造成二個群體不同的原因。 |
| 德州神槍手謬誤             | Texas sharpshooter fallacy           | 即「先射箭再畫靶」，常指統計研究做出結果後，把其中的集群當做有統計意義，然而實際上此集群更可能是隨機產生。                                                                                   |
| 對樣本數不敏銳             | Insensitivity to sample size         | 評估統計數據時，未考慮小樣本比大樣本更容易觀察到極端結果。 |
| 戲局謬誤                   | Ludic fallacy                        | 過度使用統計與機率預測未來。 |
| 麥納馬拉謬誤               | McNamara fallacy                     | 過度相信數據、依賴數據評估事情，忽略難以量化的事。 |

## 實驗與研究偏誤
這是一些科學實驗或統計研究容易發生的偏誤。
| 名稱                     | 原文                                  | 描述 |
| ------------------------ | ------------------------------------- | --- |
| 選擇偏誤                 | Selection bias                        | |
| 取樣偏誤                 | Sampling bias                         | 亦作以偏概全，即以局部事例解釋整體原因。（白馬非馬：局部不能代表整體。）                                                                                                   |
| 自我選擇偏誤             | Self-selection bias                   | |
| 譜帶偏誤                 | Spectrum bias                         | |
| 預篩選偏誤               | Pre-screening bias                    | 篩選樣本時預先排除了某些不應排除的樣本。 |
| 排除偏誤                 | Exclusion bias                        | 研究進行時不當排除某些看似不符預期的樣本。 |
| 選擇性觀察偏誤           | Observation selection bias            | 觀察時不可避免受到前置條件的限制而篩選了樣本，因而得出不適當的結論。例如問卷調查到的人一定是個性熱心、願意填問卷的人，因而其結果未必能反映不熱心、不願意填問卷的人的想法。 |
| 觀察者期望效應           | Observer-expectancy effect            | 由於研究者期待某種結果，因而下意識中不適當地操作實驗或詮釋資料（参见受試者期望效應）。                                                                                     |
| 受試者期望效應           | Subject-expectancy effect             | 由於受試者期待某種結果，因而下意識地扭曲了回報內容。常見的例子是安慰劑效應。                                                                                               |
| 安慰劑效應或偽藥效應     | Placebo effect                        | 給予無效的藥物或治療，病人卻相信或覺得情況改善。 |
| 反安慰劑效應或反偽藥效應 | Nocebo effect                         | 給予有效的藥物或治療，病人卻相信或覺得情況惡化。 |
| 實驗者偏誤或期望偏誤     | Experimenter's bias; Expectation bias | 實驗者傾向相信、認可、發布符合他們期望的結果，而不信、貶低、棄置不符合的。                                                                                                 |
| 循環分析                 | Circular analysis                     | |
| 遺漏變數偏誤             | Omitted-variable bias                 | |
| 經費偏誤                 | Funding bias                          | 選擇研究方法或詮釋研究結果時，傾向迎合經費提供者的立場。 |
| 通報偏誤                 | Reporting bias                        | |
| 社會期許偏誤             | Social desirability bias              | 說明自己的看法時，傾向於多報符合社會期許的意願或實情，而少報不符合的。例如詢及是否有不良嗜好、性伴侶數量時，會有意或無意地隱瞞或淡化實情。                                 |
| 資料探勘偏誤             | Data-snooping bias                    | |
| 前導時間偏誤             | Lead-time bias                        | |
| 時距偏誤                 | Length-time bias                      | |
| 過度診斷偏誤             | Overdiagnosis bias                    | |

## 成因理論
以下列出解釋認知偏誤成因的常見理論：
- 有限理性 - 理性與最佳化的限制
  - 前景理论
  - 心理账户
  - 適應偏誤 - 在資訊有限下做出決策而造成偏誤，並以可能的錯誤為代價
- 属性替代 - 建立複雜、困難的判斷，卻不自覺地換成簡單地判斷[116]
- 归因理论
  - 显着性
  - 素樸實在論
- 认知失调，及相关的：
  - 印象管理
  - 自我知觉理论
- 判斷與決策的捷思，包括：
  - 可用性捷思 - 估計哪些比較容易從記憶中取得，例如生動的、不尋常的、或激起情緒的例子[52]
  - 代表性捷思 - 根據相似性判斷可能性[52]
  - 情感捷思 - 根據情緒反應決策，而非計算風險與效益[117]
- 情感的一些其他理论，如：
  - 情緒二因論
  - 體細胞標記假說
- 內省錯覺
- 統計的誤解與誤用；數學盲。

2012年一篇《心理学公报》文章表明，至少有八種看似无关的偏誤可由同一種資訊理論的产生机制产生，此機制假設從人類記憶儲存與提取資訊時，雜亂的資訊處理過程導致了偏誤。